# Šibovska
Šibovska (en serbe cyrillique : Шибовска) est un village de Bosnie-Herzégovine. Il est situé dans la municipalité de Prnjavor et dans la république serbe de Bosnie. Selon les premiers résultats du recensement bosnien de 2013, il compte 264 habitants.

## Démographie

### Évolution historique de la population dans la localité
| 1948 | 1953 | 1961 | 1971 | 1981 | 1991 | 2013 |
| ---- | ---- | ---- | ---- | ---- | ---- | ---- |
| -    | -    | 210  | 262  | 299  | 249  | 264  |

|  |

### Communauté locale
En 1991, la communauté locale de Šibovska comptait 1 917 habitants, répartis de la manière suivante :